# Bruno Tognaccini
Bruno Tognaccini (Pian di Scò, Toscana, 13 de desembre de 1932 - Pian di Scò, 17 d'agost de 2013) va ser un ciclista italià que fou professional entre 1953 i 1962. Les seves principals victòries com a professional foren una victòria d'etapa al Giro d'Itàlia de 1956 i una a la Volta a Espanya de 1957.
Morí d'un atac de cor als 80 anys.

## Palmarès
- 1952
  - 1r a la Coppa Ciuffenna
  - 1r al Giro del Casentino
- 1953
  - 1r a la Coppa Ciuffenna
  - Vencedor d'una etapa del Giro d'Umbria
- 1954
  - 1r a la Coppa Valle del Metauro (vàlida pel Trofeu dell'U.V.I.)
- 1956
  - 1r al Giro d'Umbria
  - 1r al Trofeu Matteotti
  - Vencedor d'una etapa al Giro d'Itàlia
  - Vencedor d'una etapa al Tour d'Europa
- 1957
  - Vencedor d'una etapa de la Volta a Espanya
- 1958
  - Vencedor d'una etapa al Gran Premio Ciclomotoristico

### Resultats al Giro d'Itàlia
- 1956. 35è de la classificació general. Vencedor d'una etapa
- 1957. 65è de la classificació general
- 1958. 72è de la classificació general

### Resultats al Tour de França
- 1957. Abandona (12a etapa)

### Resultats a la Volta a Espanya
- 1957. 40è de la classificació general. Vencedor d'una etapa